# 維特科夫

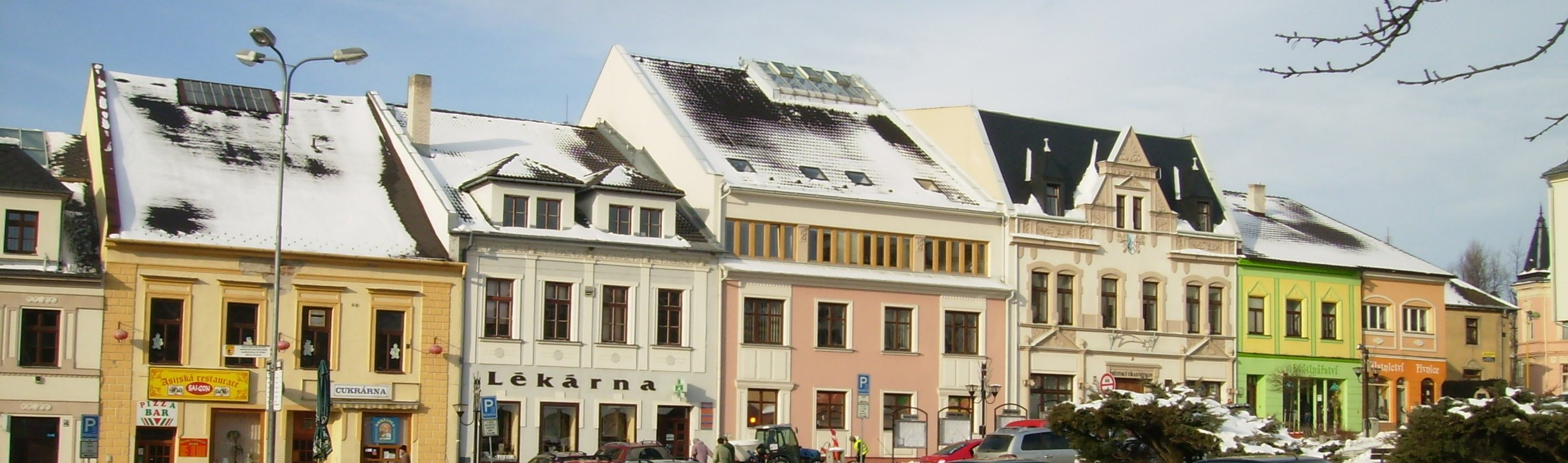

維特科夫是捷克的城鎮，位於該國東部，由摩拉維亞-西利西亞州負責管轄，始建於十三世紀晚期，面積55.03平方公里，海拔高度480米，2009年人口6,123。

## 外部連結
- （捷克文） Official website （页面存档备份，存于）